# Liselotte Strelow

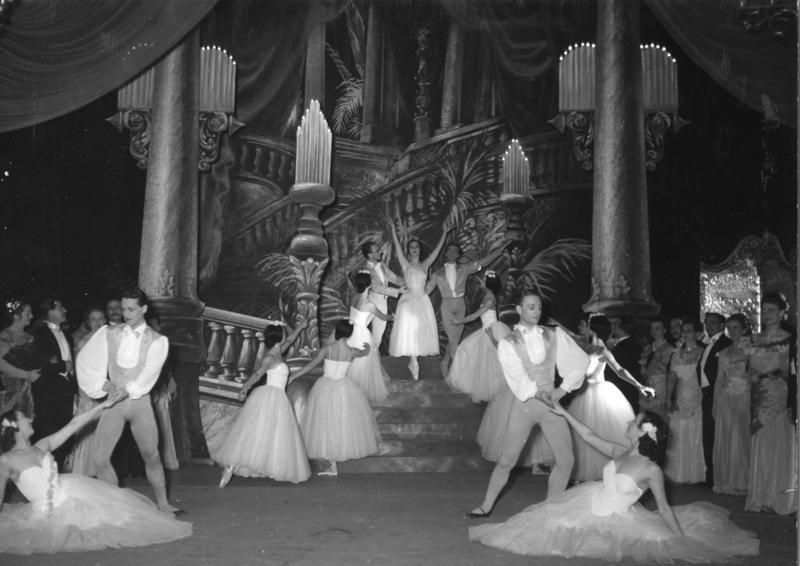
Scéna z Die Fledermaus s Edel von Rothe, vystoupení v Düsseldorfské opeře, 1954

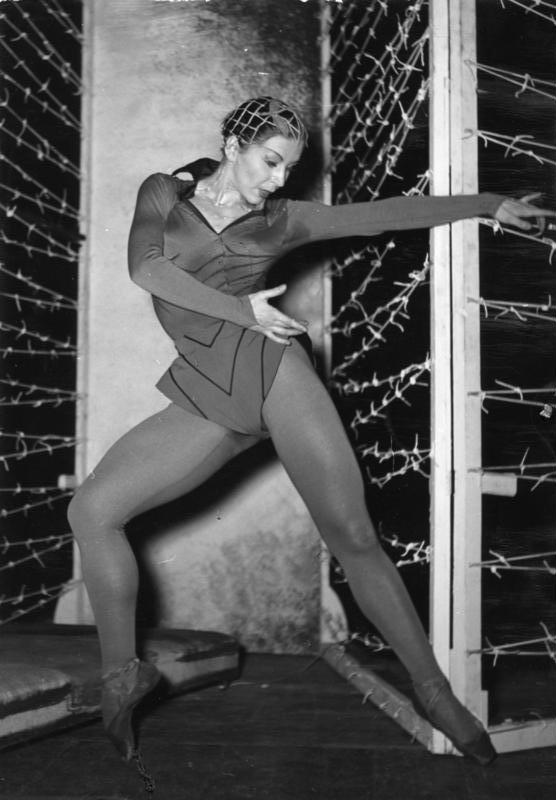
Edel von Rhote v Das Goldfischglas, Düsseldorfer Opernhaus, 1954

Liselotte Strelow (11. září 1908 v Redelu v Pomořansku – 30. září 1981 v Hamburku) byla německá fotografka.

## Životopis
Farmářova dcera odjela v roce 1930 do Berlína, kde absolvovala kurzy fotografie ve škole Lette Association. V roce 1932 se učila v ateliéru židovského fotografky Suse Byk, poté byla zaměstnána v Kodaku (Německo). V roce 1938 převzala studio od Suse Byk na adrese Kurfürstendamm. Studio a většina jejího fotografického archivu byla zničena při leteckém bombovém útoku v zimě 1944.
Poté, co v roce 1945 uprchla z Pomořanska, nejprve odjela do Detmoldu a v roce 1950 si otevřela studio na Königsallee v Düsseldorfu. Specializovala se na portrétní a divadelní fotografii. Díky spolupráci s Gustafem Gründgensem a Elisabeth Flickenschildt se brzy stala známou. Poté, co si Německá spolková pošta Deutsche Bundespost v roce 1959 vybrala její fotografii jako základ pro sérii známek portrét spolkového prezidenta Theodora Heusse, mohla si své klienty vybírat. Slavné byly její portréty Konrada Adenauera, Rudolfa Augsteina, Marie Callasové, Uwe Johnsona a Thomase Manna, stejně jako byli například: Ingeborg Bachmann, Gottfried Benn, Joseph Beuys, Lea Steinwasser, Jean Cocteau, Marlene Dietrich nebo Hildegard Knef.
Liselotte Strelow byla členkou Společnosti německých fotografů (GDL) a Německé fotografické společnosti (DGPh). Fotografická část jejího odkazu – zejména portrétní fotografie – se nachází v Rheinisches Landesmuseum v Bonnu, a mnohem větší divadelně-fotografická část je uložena v divadelním muzeu hlavního města státu Düsseldorf (dříve Dumont-Lindemann Archiv).

## Ceny a ocenění
- 1969: Medaile Davida Octavia Hilla / Umělecká cena města Leinfelden-Echterdingen, udělovaná společností Gesellschaft Deutscher Lichtbildner (GDL)
- 1976: Cena za kulturu Německé fotografické společnosti (společně s Rosemarie Clausen a Reginou Relang)

## Samostatné výstavy (výběr)
- 2008/2009: Rheinisches Landesmuseum Bonn[4]
- 2009: Historické muzeum ve Frankfurtu
- 2010: Willy Brandt House, Berlín
- 2010: Kunsthalle Erfurt
- 2019: Liselotte Stresow PICTURE STORIES, Johanna Breede PHOTOKUNST